# Illinois (альбом Суфьяна Стивенса)
| Совокупная оценка    | Совокупная оценка |
| Источник             | Оценка            |
| -------------------- | ----------------- |
| Metacritic           | 90/100            |
| Оценки критиков      |                   |
| Источник             | Оценка            |
| AllMusic             | [ 2 ]             |
| Entertainment Weekly | B+                |
| The Guardian         | [ 4 ]             |
| The Irish Times      | [ 5 ]             |
| Los Angeles Times    | [ 6 ]             |
| NME                  | 8/10              |
| Pitchfork            | 9.2/10            |
| Rolling Stone        | [ 9 ]             |
| Spin                 | A−                |
| The Village Voice    | A−                |

Illinois  — пятый студийный альбом американского автора-исполнителя и мультиинструменталиста Суфьяна Стивенса, изданный 4 июля 2005 года на студии Rough Trade Records. В итоге альбом стал самым успешным в карьере Стивенса, впервые попав в основной американский хит-парад Billboard 200 и получив признание критиков и несколько наград.

## История
Перед созданием альбома Стивенс прочитал литературу писателей из Иллинойса Сола Беллоу и Карла Сэндберга и изучил иммиграционные записи, а также книги по истории для штата — он принял преднамеренное решение избежать текущих событий и сосредоточился на исторических темах. Он также совершил поездки по нескольким местам в Иллинойсе и попросил друзей и через чаты Интернета прислать рассказать свои истории о штате. Хотя он начал работу в 2004 году на темы песен связанных с Орегоном, Стивенс с тех пор так и не издал другого альбома про этот штат, сказав в ноябре 2009 году в интервью журналу Paste, что «всё это было такой шуткой», и рассказал журналисту Andrew Purcell из газеты The Guardian в октябре 2009 года «У меня нет никаких сомнений в том, что признание [проекта из пятидесяти штатов] было рекламной уловкой». Песня, связанная с Арканзасом, была выпущена через радио NPR под названием «The Lord God Bird», а материал про штаты Нью-Джерси и Нью-Йорк предложил для саундтрека The BQE.
Все песни на Illinois были сочинёны, записаны, смикшированы самим Стивенсом, в том числе большинство из них на студии The Buddy Project (Астория), и в апартаментах Стивенса в Бруклине. Как это уже было и с его предыдущими альбомами, Стивенс записывал в разных местах с дополнительной записью в St. Paul’s Church в Бруклине; в New Jerusalem Recreational Room (Clarksboro, New Jersey); в Carroll Music Studios (New York City). Стивенс в основном создавал альбом без сотрудничества, сосредоточившись на написании, исполнении и техническом создании альбома сам: «Я провел много времени один, несколько месяцев в одиночестве, работая самостоятельно и в студии. Я позволяю песням и трекам прорастать и совершенствоваться независимо, вообще не думая об аудитории или живом шоу».
Стивенс использовал записывающее оборудование низкой точности, что позволило ему сохранить творческий контроль и снизить расходы на запись «Иллинойса».
Посоветовавшись с Майклом Кауфманном и Лоуэллом Брамсом из Asthmatic Kitty о количестве записанного им материала, Стивенс решил отказаться от двойного альбома. В 2006 году несколько треков, записанных во время этих сессий, были отправлены музыканту и продюсеру из Сиэтла Джеймсу Макаллистеру для дополнительной инструментовки и производства и вышли через год в следующем альбоме The Avalanche: Outtakes and Extras from the Illinois Album. Среди этих отрывков три отдельные записи песни «Chicago».
Альбом вышел 4 июля 2005 года на студии Rough Trade Records в Европе и 5 апреля через Asthmatic Kitty Records в США. Для продвижения этой музыки Стивенс предпринял концертный тур по Северной Америке и Европе с участием струнной секции ансамбля из 8-10 человек в разных городах, названной Illinoisemakers. При этом он избегал появления на телевидении. Среди предваряющих его концерты музыкантов были такие гости как Лиз Джейнс (Asthmatic Kitty) и Лора Вирс, а также Шара Нова (с сольным проектом My Brightest Diamond). Концерты в поддержку альбома продолжались с сентября по ноябрь 2006 года, включая Европу.

## Музыка
Рецензенты отмечают сходство между этим альбомом и альбомами музыкантов и композиторов в нескольких музыкальных жанрах — от поп-музыки до современной классической, даже включая джаз. Тексты песен и их богатое тематическое содержание и элементы были отмечены за их литературное качество, зарабатывая сравнения с Генри Дейвидом Торо, Ральфом Уолдо Эмерсоном, Уильямом Карлосом Уильямсом и Уолтом Уитменом. Жанр альбома сравнивают с инди-фолк, инди-поп, Барокко-поп, инди-рок, фолк-рок, антифолк, камерный фолк, и лоу-фай.
Рецензенты, рассматривая альбом Illinois, сравнили стиль Стивенса со Стивеном Райхом, Винс Гаролди, Danielson, Нилом Янгом, Ником Дрейком и Death Cab for Cutie. С помощью многодорожечной записи Стивенс добился оркестрового звучания.
Создание «Illinois» ознаменовало изменение акцента Стивенса на написании песен и студийной работе в сторону живого исполнения и более абстрактных концепций движения и звука — в последующих турах и альбомах акцент делался на электронной музыке и современном танце, а не на материале инди-фолка на Michigan и Illinois He has ceased writing songs about individual characters with straightforward narratives.
Стивенс обучался игре на гобое и его знание классической и музыки барокко повлияло на многие из аранжировок. Сам Стивенс отметил влияние таких композиторов как Игорь Стравинский, Сергей Рахманинов и Эдвард Григ; а также таких современников как Терри Райли, Стив Райх и Филип Гласс.

### Иллинойс и история
Многие тексты в Illinois содержат ссылки на людей, места и события, связанные с Иллинойсом.

### Христианская тематика
Хотя Illinois и является концептуальным альбомом о США, Стивенс также исследовал темы, связанные с христианством и Библией. Песни, которые не были написаны с явным богословским уклоном — например, трек «John Wayne Gacy, Jr.» — также включает в себя религиозные темы, такие как грех и искупление.

## Оформление
Дивья Шринивасан создал обложку альбома, изображающую различные темы, связанные с Иллинойсом, в том числе Авраамом Линкольном. Обложка альбома гласит: «Sufjan Stevens Invites You To: Come On Feel the Illinoise!» («Суфьян Стивенс приглашает тебя: давай, почувствуй Иллинойс!») как игра слов об общем неверном произношении названия государства как «ill-i-NOYZ» и ссылки на песню «Cum On Feel the Noize» группы Slade, ставшую известной в Соединённых Штатах благодаря металл-группе Quiet Riot. Текст на обложке вызвал некоторую путаницу в отношении фактического названия альбома — он официально называется Illinois, в отличие от Come on Feel the Illinoise or Illinoise. Журнал Paste поместил Illinois на седьмое место среди лучших обложек десятилетия 2000—2009 годов. Альбом также выиграл награду PLUG Independent Music Award в категории Album Art/Packaging of the Year в 2006 году.
Вскоре после выпуска альбома появились сообщения о том, что DC Comics предъявили претензии на использование изображения Супермена на обложке. Адвокаты звукозаписывающей компании предупредили о нарушении авторских прав, но продажи продолжились, хотя в последующих тиражах были внесены изменения в оформление альбома. В виниловом издании, выпущенном 22 ноября 2005 года, изображение Супермена покрыто наклейкой из воздушного шара. Изображение наклейки с воздушным шариком также использовалось на обложке компакт-диска и в последующих распечатках двойного винилового релиза.
К 10-летию альбома был издан синий виниловый диск Illinois с изображением Blue Marvel вместо Супермена. Для этого Asthmatic Kitty получили от Marvel специальное разрешение на использование подобия их персонажа.

## Мюзикл
В 2023 году шла работа над постановкой танцевальной музыкальной адаптации Illinois под таким же названием «Иллинойс» (Illinoise) по книге Джеки Сибблис Друри и Джастина Пека, с режиссурой и хореографией Пека. Премьера спектакля состоялась в Бард-колледже (округ Датчесс, штат Нью-Йорк) 23 июня 2023 года, а чикагская постановка открылась в Чикагском шекспировском театре 3 февраля 2024 года. Шоу включает новые аранжировки для живого оркестра и трех голосов и ставит своей целью «провести зрителей в могучее путешествие по американской глубинке, от рассказов у костра до краев космоса». Было объявлено, что в марте 2024 года постановка будет показана в историческом здании Park Avenue Armory в Нью-Йорке. В постановке будут «сплетены воедино нежные фолк-повествования о расцвете сексуальности, оркестровые гимны, предназначенные для кинематографических монтажей, и джазовые мелодии о городах-призраках штата».

## Отзывы
Альбом получил в целом положительные отзывы музыкальных критиков и интернет-изданий, например от таких как AllMusic, Энди Баттальи из издания The A.V. Club (с этим альбомом «он вырос в одного из лучших представителей инди-рока»), Тима Джонса из журнала NME (описал Стивенса как «плодовитого, умного и, что самое важное, изобилующего душераздирающими мелодиями»), Роба Шеффилда из журнала Rolling Stone (положительно отозвался об альбоме, восхваляя «прекрасные аранжировки» и «живой, нежный голос» Стивенса), Майкла Метивьера из издания PopMatters, Аманды Петрусик с сайта Pitchfork, Дейва Симпсона из газеты The Guardian (отметил, что его музыка звучит как «The Polyphonic Spree, созданная Brian Eno»), Entertainment Weekly (позитивно отметила многообразие инструментовки), Джесси Джарноу из издания Paste (отметил ироническую лирику,), Q (назвал альбом «значительным шагом вперед» после Michigan), Энди Гилла из журнала Uncut («экстраординарное достижение»), The Independent, Кэтрин Льюис из газеты The Washington Post.

### Итоговые списки
Illinois добился признания благодаря включению в списки «лучших альбомов за год» и «лучших за десятилетие» многочисленных обозревателей. В частности, альбом возглавил список лучших за десятилетие, появившийся в ноябрьском выпуске журнала Paste, а радиостанция NPR назвала Illinois одним из лучших в своём списке «The Decade’s 50 Most Important Recordings». Pitchfork назвал Illinois 60-м лучшим альбомом десятилетия, а прошлый альбом Стивенса —Michigan— поместили на позицию № 70 этого же списка. Альбом выиграл награду 2005 New Pantheon Award — Shortlist Music Prize. Альбом также был включен в книгу 1001 Albums You Must Hear Before You Die. Наконец, Paste в 2006 году включил Стивенса в свой список 100 лучших современных авторов «100 Best Living Songwriters», главным образом, благодаря музыкальному материалу с альбомов Michigan и Illinois.
В январе 2025 года альбом включён в список лучших альбомов первой четверти XXI века (номер 133 в списке The 250 Greatest Albums of the 21st Century So Far).
| Издание                    | Список                                           | Ссылка |
| -------------------------- | ------------------------------------------------ | ------ |
| Amazon.com                 | Best of 2005: Top 100 Editors' Picks             | 1      |
| Amazon.com                 | Best of 2005: Editors' Picks in Alternative Rock | 2      |
| NPR’s All Songs Considered | The Best Music of 2005                           | 1      |
| NME                        | 50 best albums of 2005                           | 7      |
| No Ripcord                 | Top 50 Albums of 2005                            | 1      |
| Pitchfork                  | Top 50 Albums of 2005                            | 1      |
| PopMatters                 | Best 50 Albums of 2005                           | 2      |
| Spin                       | The 40 Best Albums of 2005                       | 8      |
| Stylus Magazine            | Top 50 Albums of 2005                            | 10     |
| The Wire                   | 50 Records of the Year                           | 28     |

| Издание                    | Список                                    | Ссылка                                |
| -------------------------- | ----------------------------------------- | ------------------------------------- |
| NPR’s All Songs Considered | The Decade’s 50 Most Important Recordings | Без ранга, один из 50 лучших          |
| NME                        | The Top 100 Greatest Albums of the Decade | 17                                    |
| No Ripcord                 | The No Ripcord Years (1999—2009)          | Без ранга, один из 6 лучших 2005 года |
| Paste                      | The 50 Best Albums of the Decade          | 1                                     |
| Pitchfork                  | The Top 200 Albums of the 2000s           | 16                                    |
| Rolling Stone              | 100 Best Albums of the '00s               | 78                                    |
| Slant Magazine             | Best of the Aughts: Albums                | 9                                     |

## Коммерческий успех
В первую неделю продаж тираж Illinois составил 9,000 копий, 20 % из которых через интернет. К ноябрю 2005 года всего было продано более 100,000 копий и более 300,000 копий к концу 2009 года. Диск стал первым альбомом Стивенса попавшим в основной американский хит-парад Billboard 200, достигну в нём 121-го места и продержался там восемь недель. Он также достиг первого места в чарте Billboard «Top Heatseekers Albums» и четвёртого места в чарте «Independent Albums», оставаясь в них 32 и 39 недель, соответственно. В августе 2017 года альбом получил золотой сертификат от Recording Industry Association of America, за тираж 500,000 копий.
В июле 2013 года альбом получил серебряный сертификат от British Phonographic Industry за тираж 60,000 единиц в Великобритании.

## Список композиций
Слова и музыка всех песен — Sufjan Stevens and published by New Jerusalem Music, ASCAP.
| №                   | Название | Длительность |
| ------------------- | --- | ------------ |
| 1.                  | «Concerning the UFO Sighting near Highland, Illinois» | 2:08         |
| 2.                  | «The Black Hawk War, or, How to Demolish an Entire Civilization and Still Feel Good About Yourself in the Morning, or, We Apologize for the Inconvenience but You're Going to Have to Leave Now, or, 'I Have Fought the Big Knives and Will Continue to Fight Them Until They Are Off Our Lands!'» | 2:14         |
| 3.                  | «Come On! Feel the Illinoise!» (Part I: The World's Columbian Exposition – Part II: Carl Sandburg Visits Me in a Dream) | 6:45         |
| 4.                  | «John Wayne Gacy, Jr.» | 3:19         |
| 5.                  | «Jacksonville» | 5:24         |
| 6.                  | «A Short Reprise for Mary Todd, Who Went Insane, but for Very Good Reasons» | 0:47         |
| 7.                  | «Decatur, or, Round of Applause for Your Stepmother!» | 3:03         |
| 8.                  | «One Last 'Whoo-Hoo!' for the Pullman!!» | 0:06         |
| 9.                  | «Go! Chicago! Go! Yeah!» | 6:04         |
| 10.                 | «Casimir Pulaski Day» | 5:53         |
| 11.                 | «To the Workers of the Rock River Valley Region, I Have an Idea Concerning Your Predicament» | 1:40         |
| 12.                 | «The Man of Metropolis Steals Our Hearts» | 6:17         |
| 13.                 | «Prairie Fire That Wanders About» (Peoria) | 2:11         |
| 14.                 | «A Conjunction of Drones Simulating the Way in Which Sufjan Stevens Has an Existential Crisis in the Great Godfrey Maze» | 0:19         |
| 15.                 | «The Predatory Wasp of the Palisades Is Out to Get Us!» | 5:23         |
| 16.                 | «They Are Night Zombies!! They Are Neighbors!! They Have Come Back from the Dead!! Ahhhh!» | 5:09         |
| 17.                 | «Let's Hear That String Part Again, Because I Don't Think They Heard It All the Way Out in Bushnell» | 0:40         |
| 18.                 | «In This Temple as in the Hearts of Man for Whom He Saved the Earth» | 0:35         |
| 19.                 | «The Seer's Tower» | 3:53         |
| 20.                 | «The Tallest Man, the Broadest Shoulders» (Part I: The Great Frontier – Part II: Come to Me Only with Playthings Now) | 7:02         |
| 21.                 | «Riffs and Variations on a Single Note for Jelly Roll, Earl Hines, Louis Armstrong, Baby Dodds, and the King of Swing, to Name a Few» | 0:46         |
| 22.                 | «Out of Egypt, into the Great Laugh of Mankind, and I Shake the Dirt from My Sandals as I Run» | 4:21         |
| Общая длительность: | Общая длительность: | 73:59        |

| №                   | Название                                  | Version                                                 | Длительность             |
| ------------------- | ----------------------------------------- | ------------------------------------------------------- | ------------------------ |
| 23.                 | «Chicago» (To String Remix)               | iTunes release                                          | 5:32                     |
| 24.                 | «The Avalanche»                           | iTunes release and LP version of Illinois (as track 23) | 3:14                     |
| 25.                 | «The Transfiguration» (Home Demo Version) | iTunes release                                          | 5:04                     |
| 26.                 | «Size Too Small» (Live in Brussels)       | iTunes release                                          | 3:08                     |
| Общая длительность: | Общая длительность:                       | Общая длительность:                                     | 77:13 (LP)90:57 (iTunes) |

| №  | Название                  | Длительность |
| -- | ------------------------- | ------------ |
| 1. | «Chicago» (Original Demo) | 4:36         |

## Чарты
| Чарт (2005)                            | Высшая позиция |
| -------------------------------------- | -------------- |
| Австралия (ARIA)                       | 86             |
| Нидерланды (Album Top 100)             | 80             |
| Норвегия (VG-lista)                    | 34             |
| Великобритания (UK Albums Chart)       | 124            |
| США (Billboard 200)                    | 121            |
| США (Billboard Top Heatseekers Albums) | 1              |
| США (Billboard Independent Albums)     | 4              |

## Сертификации
| Регион | Сертификация | Продажи |
| --- | ------------ | ------- |
| Великобритания (BPI) | Золотой      | 100 000 |
| США (RIAA) | Золотой      | 500 000 |
| * Данные о продажах приведены только на основе сертификации. · ^ Данные о тиражах приведены только на основе сертификации. · Данные о продажах + прослушиваниях приведены только на основе сертификации. |              |         |